# Hacı Zeynalabdin
Hacı Zeynalabdin är en ort i Azerbajdzjan.   Den ligger i distriktet Sumgait, i den östra delen av landet, 40 km nordväst om huvudstaden Baku. Antalet invånare är 19 019.
Terrängen runt Hacı Zeynalabdin är platt åt nordost, men åt sydväst är den kuperad. Runt Hacı Zeynalabdin är det mycket tätbefolkat, med 3 494 invånare per kvadratkilometer.. Närmaste större samhälle är Sumgait, 10,0 km öster om Hacı Zeynalabdin. 
Runt Hacı Zeynalabdin är det i huvudsak tätbebyggt.